# Provincia de Stung Treng
La Provincia de Stung Treng es una provincia del Reino de Camboya situada en el noreste del país y su capital es la Ciudad de Stung Treng. La Provincia tiene los siguientes límites: N Laos, E Provincia de Ratanak Kirí, S Provincia de Kratié, O Provincia de Preah Wijía y Laos. Su nombre anterior era Provincia de Xieng Teng.

## Historia
La Provincia ha cambiado de manos varias veces. Originalmente parte del Imperio jemer, fue incluida en el Reino de Lan Xang de Laos. Después hizo parte del Reino de Champassack de Laos y por fin regreso a dominio jemer durante el llamado Protectorado Francés de Kampuchéa.

## Geografía
La Provincia está conformada por áreas montañosas y la confluencia del río Mekong con el río San.
Su territorio ocupa una superficie de 11.092 km².

## División política
- 1901 Sesan
- 1902 Siem Bouk
- 1903 Siem Pang
- 1904 Ciudad de Stung Treng
- 1905 Thala Barivat